# Madre de Deus de Minas
Madre de Deus de Minas é um município brasileiro do campo das vertentes, região do sul do estado de Minas Gerais. De acordo com o censo do Instituto Brasileiro de Geografia e Estatística (IBGE) sua população em 2022 era de 5 191 habitantes.

## Geografia
O município está localizado na Região Geográfica Imediata de São João del-Rei, que faz parte da Região Geográfica Intermediária de Barbacena, e na microrregião de São João del-Rei, que faz parte da mesorregião do Campo das Vertentes.

### Circunscrição eclesiástica
A paróquia de Nossa Senhora Mãe de Deus pertence à Diocese de São João del-Rei.

## História
O povoado teve início no século XVIII, ao redor da capela primitiva, filial da paróquia de São João del-Rei. O patrimônio da capela foi constituído Antônio Rosa, em 1753. A área patrimonial foi doada à igreja católica. Os doadores eram proprietários de uma fazenda, onde a casa sede, serve hoje, de prefeitura municipal.[carece de fontes?]
Em 6 de julho de 1859 a lei n° 103 da província de Minas Gerais elevou o curato da Madre de Deus a freguesia, desmembrando-o da freguesia do Cajuru (atual Arcângelo). A nova freguesia passou a compreender os distritos da Madre de Deus e o da Piedade.
Em 7 de setembro de 1923, integrando o município de Turvo (atual município de Andrelândia), teve sua denominação mudada para Cianita (pedra azul).[carece de fontes?]
Em 12 de dezembro de 1953, a vila de Cianita foi elevada a cidade com a denominação de Madre de Deus de Minas.[carece de fontes?]

## Ferrovias
- Ferrovia do Aço da antiga Rede Ferroviária Federal (RFFSA) [11][12]